# توم هاريسون (لاعب كرة قاعدة)
توم هاريسون (بالإنجليزية: Tom Harrison)‏ هو لاعب كرة قاعدة أمريكي، ولد في 18 يناير 1945 في ترايل في كندا.

## وصلات خارجية
- توم هاريسون على موقعبيزبول رفرنس.كوم (الدوري الرئيسي) (الإنجليزية)
- توم هاريسون على موقع مشجعي الرسوم البيانية (الإنجليزية)